# Nickel-kadmiumackumulator
Nickel-kadmiumackumulatorn uppfanns 1899 av svensken Waldemar Jungner. Från början var polerna tillverkade av nickel, Ni, och järn, Fe, därav namnet NiFe. Som elektrolyt används Kaliumhydroxid (kalilut). NiFe-ackumulatorn har en lägre vikt än blyackumulatorn, men dess spänning är endast på 1,2 volt. Därför är man tvungen att använda fler celler för att få samma spänning, och då blir de jämlika i vikt med blyackumulatorn. Detta löstes på 1930-talet, då järnelektroden byttes ut mot tungmetallen kadmium. Därmed blev den nya produkten en nickel (Ni), kadmium (Cd) eller NiCd-ackumulator. Även om den har dubbelt så hög kapacitet per viktenhet i förhållande till bly, så är den påtagligt dyrare att tillverka. Det var först på 1960-talet som NiCd-ackumulatorn började användas i elektronikutrustningar. Därefter ökade dess användning mycket snabbt. Idag är dock NiMH och Li-ion de mest använda ackumulatortyperna.

## Laddning
NiCd-ackumulatorn laddas med konstant ström. Man måste tillföra mer energi i laddning än vad man får ut i urladdning, normalt cirka 140 %. En ackumulator med en kapacitet av 10 Ah som man kan få ut 1 Ampere ur i 10 timmar måste man ladda med 1 Ampere i 14 timmar.
En nackdel med NiCd-ackumulatorer är den så kallade minneseffekten. Denna uppstår om ackumulatorn under vid upprepade tillfällen inte laddas ur ordentligt innan den återuppladdas. Om man exempelvis alltid laddar när det är 20% kvar istället för när apparaten själv markerar att den behöver laddas kommer dessa  20% till slut att 'dö' och ackumulatorns kapacitet har således minskat till 80% av ursprungsvärdet. Man får inte heller låta NiCd-ackumulator ladda ur helt, och dessutom inte ladda den för länge. En av fördelarna med NiCd-ackumulatorer är att de klarar stora strömuttag ända tills de är urladdade.